# Championnat d'Islande de football 2012
Navigation
Édition précédente Édition suivante
La saison 2012 du championnat d'Islande est la 101e saison de l'histoire de la compétition. Le premier niveau du championnat oppose douze clubs islandais en une série de vingt-deux rencontres, disputées selon le système aller-retour où les différentes équipes s'affrontent deux fois par phase. La saison a commencé le 6 mai 2012 et pris fin le 29 septembre 2012.
Les trois premières places de ce championnat sont qualificatives pour les compétitions européennes que sont la Ligue des champions 2013-2014 (1 place) et la Ligue Europa 2013-2014 (2 places). Une quatrième place est attribuée au vainqueur de la coupe nationale en Ligue Europa 2013-2014.
Le FH Hafnarfjörður termine en tête du classement final, avec treize points d'avance sur le Breiðablik Kopavogur et quatorze sur l'ÍB Vestmannaeyja. C'est le sixième titre de champion d'Islande de l'histoire du club en neuf saisons.

## Équipes

### Participants et localisation
| \| Clubs de Reykjavik : · KR - Fylkir - Valur - Fram · Reykjavik ÍBK Keflavík UMF Selfoss ÍA Akranes Breiðablik ÍB Vestmannaeyja Stjarnan G. UMF Grindavík FH Hafnarfjörður \| Localisation des clubs engagés dans le championnat. |
| Clubs de Reykjavik : · KR - Fylkir - Valur - Fram · Reykjavik ÍBK Keflavík UMF Selfoss ÍA Akranes Breiðablik ÍB Vestmannaeyja Stjarnan G. UMF Grindavík FH Hafnarfjörður                                                           |

Légende des couleurs
- Deuxième tour de qualification de la Ligue des Champions 2012-2013
- Premier tour de qualification de la Ligue Europa 2012-2013
- Promu de 1. deild karla

| Club               | Classement 2011 | Stade             | Capacité théorique | Ville          |
| ------------------ | --------------- | ----------------- | ------------------ | -------------- |
| Breiðablik         | 6               | Kópavogsvöllur    | 5 501              | Kópavogur      |
| FH Hafnarfjörður   | 2               | Kaplakriki        | 6 738              | Hafnarfjörður  |
| Fram Reykjavik     | 9               | Laugardalsvöllur  | 15 427             | Reykjavik      |
| Fylkir Reykjavik   | 7               | Fylkisvöllur      | 2 872              | Reykjavik      |
| UMF Grindavík      | 10              | Grindavíkurvöllur | 1 750              | Grindavík      |
| ÍA Akranes         | 1 (DK)          | Akranesvöllur     | 4 850              | Akranes        |
| ÍB Vestmannaeyja   | 3               | Hásteinsvöllur    | 2 834              | Vestmannaeyjar |
| ÍBK Keflavík       | 8               | Keflavíkurvöllur  | 4 957              | Keflavík       |
| KR Reykjavik       | 1               | KR-völlur         | 2 940              | Reykjavik      |
| UMF Selfoss        | 2 (DK)          | Selfossvöllur     | 2 000              | Selfoss        |
| Stjarnan Gardabaer | 4               | Stjörnuvöllur     | 1 292              | Garðabær       |
| Valur Reykjavik    | 5               | Vodafonevöllurinn | 3 000              | Reykjavik      |

## Compétition

### Classement
Pour départager les équipes en cas d'égalité les critères suivants sont utilisés:
1. Différence de buts
2. Buts marqués
3. Fair-play

| Rang | Équipe               | Pts | J  | G  | N  | P  | Bp | Bc | Diff |
| ---- | -------------------- | --- | -- | -- | -- | -- | -- | -- | ---- |
| 1    | FH Hafnarfjörður     | 49  | 22 | 15 | 4  | 3  | 51 | 23 | +28  |
| 2    | Breiðablik Kopavogur | 36  | 22 | 10 | 6  | 6  | 32 | 27 | +5   |
| 3    | ÍB Vestmannaeyja     | 35  | 22 | 10 | 5  | 7  | 36 | 21 | +15  |
| 4    | KR Reykjavik'T'C     | 35  | 22 | 10 | 5  | 7  | 39 | 32 | +7   |
| 5    | Stjarnan Gardabaer   | 34  | 22 | 8  | 10 | 4  | 44 | 38 | +6   |
| 6    | ÍA AkranesP          | 32  | 22 | 9  | 5  | 8  | 32 | 36 | -4   |
| 7    | Fylkir Reykjavik     | 31  | 22 | 8  | 7  | 7  | 30 | 39 | -9   |
| 8    | Valur Reykjavik      | 28  | 22 | 9  | 1  | 12 | 34 | 34 | 0    |
| 9    | ÍBK Keflavík         | 27  | 22 | 8  | 3  | 11 | 35 | 38 | -3   |
| 10   | Fram Reykjavik       | 27  | 22 | 8  | 3  | 11 | 31 | 36 | -5   |
| 11   | UMF SelfossP         | 21  | 22 | 6  | 3  | 13 | 30 | 44 | -14  |
| 12   | UMF Grindavík        | 12  | 22 | 2  | 6  | 14 | 31 | 57 | -26  |

Qualifications européennes
Ligue des champions 2013-2014
- 2e tour de qualification pour clubs champions

Ligue Europa 2013-2014
- 1er tour de qualification

Relégation
- Relégation en 1. deild karla 2013

Abréviations
T : Tenant du titre

C : Vainqueur de la Coupe d'Islande 2012

P : Promus de 1. deild karla 2011

### Matchs
| Résultats (▼dom., ►ext.)                                   | BRE | FRA | FYL | GRI | HAF | ÍA  | ÍBV | KEF | KR  | SEL | STJ | VAL |
| Breiðablik Kopavogur                                       |     | 0-2 | 1-1 | 2-0 | 0-1 | 0-1 | 1-0 | 0-4 | 2-1 | 1-1 | 2-0 | 1-0 |
| Fram Reykjavik                                             | 3-2 |     | 4-0 | 4-3 | 0-1 | 2-0 | 2-1 | 0-2 | 1-2 | 0-2 | 1-1 | 0-1 |
| Fylkir Reykjavik                                           | 1-1 | 1-0 |     | 2-1 | 0-1 | 0-1 | 0-4 | 1-1 | 3-2 | 2-0 | 3-3 | 3-1 |
| UMF Grindavík                                              | 2-4 | 2-2 | 2-2 |     | 0-1 | 2-2 | 1-3 | 0-4 | 2-2 | 0-4 | 1-4 | 2-0 |
| FH Hafnarfjörður                                           | 3-0 | 1-0 | 8-0 | 1-1 |     | 2-1 | 2-0 | 3-0 | 1-3 | 5-2 | 2-2 | 2-1 |
| ÍA Akranes                                                 | 1-1 | 0-1 | 2-1 | 2-1 | 2-7 |     | 0-4 | 3-2 | 3-2 | 4-0 | 1-2 | 1-1 |
| ÍB Vestmannaeyja                                           | 0-0 | 3-2 | 1-1 | 2-1 | 2-2 | 0-0 |     | 0-1 | 2-0 | 1-0 | 4-1 | 2-0 |
| IBK Keflavik                                               | 2-3 | 5-0 | 0-2 | 2-1 | 2-4 | 2-3 | 1-0 |     | 1-1 | 2-2 | 0-1 | 0-4 |
| KR Reykjavík                                               | 0-4 | 1-1 | 2-1 | 4-1 | 2-0 | 2-0 | 3-2 | 3-0 |     | 3-1 | 2-2 | 2-3 |
| UMF Selfoss                                                | 0-2 | 4-2 | 1-2 | 3-3 | 0-1 | 1-3 | 2-1 | 2-1 | 1-0 |     | 1-3 | 0-1 |
| Stjarnan Gardabaer                                         | 1-1 | 4-2 | 2-2 | 3-4 | 2-2 | 1-1 | 1-1 | 1-3 | 1-1 | 4-2 |     | 3-2 |
| Valur Reykjavik                                            | 3-4 | 0-2 | 1-2 | 4-1 | 3-1 | 2-1 | 0-3 | 4-0 | 0-1 | 3-1 | 0-2 |     |
| - Victoire à domicile - Match nul - Victoire à l'extérieur |     |     |     |     |     |     |     |     |     |     |     |     |

## Bilan de la saison
| Championnat d'Islande de football 2012  |                             |
| Champion                                | FH Hafnarfjörður (6e titre) |
| Coupes et trophées                      |                             |
| Vainqueur de la Coupe d'Islande 2012    | KR Reykjavik                |
| Qualifications continentales            |                             |
| Ligue des champions de l'UEFA 2013-2014 | FH Hafnarfjörður            |
| Ligue Europa 2013-2014                  | Breiðablik Kopavogur        |
| Ligue Europa 2013-2014                  | ÍB Vestmannaeyja            |
| Ligue Europa 2013-2014                  | KR Reykjavik                |
| Promotions et relégations               |                             |
| Promus en Úrvalsdeild                   | Thór Akureyri               |
| Promus en Úrvalsdeild                   | Vikingur Ólafsvík           |
| Relégués en 1. deild                    | UMF Selfoss                 |
| Relégués en 1. deild                    | UMF Grindavík               |

## Statistiques

### Meilleurs buteurs
mis à jour le 19 juin 2013
| Rang | Nom                        | Équipe             | Buts |
| ---- | -------------------------- | ------------------ | ---- |
| 1    | Atli Guðnason              | FH Hafnarfjordur   | 12   |
| 2    | Kristinn Ingi Halldórsson  | Fram Reykjavik     | 11   |
| 3    | Ingimundur Níels Óskarsson | Fylkir Reykjavik   | 10   |
| 4    | Björn Daníel Sverrisson    | FH Hafnarfjordur   | 9    |
| 4    | Christian Olsen            | ÍBV Vestmannaeyjar | 9    |
| 4    | Garðar Gunnlaugsson        | IA Akranes         | 9    |

Source : Soccerway